# Serica westermanni
Serica westermanni är en skalbaggsart som beskrevs av Brenske 1898. Serica westermanni ingår i släktet Serica och familjen Melolonthidae. Inga underarter finns listade i Catalogue of Life.